# 반자동시선유도
반자동시선유도(Semi-automatic command to line of sight, SACLOS)는 대전차 미사일의 유도기능이다. 목표물에 명중할 때까지 조준기로 목표물을 잡아줘야 한다. 이보다 한세대 발전된 것은 파이어 앤 포겟 기능이 있다.
많은 SACLOS 무기는 운용자의 조준경이나 조준경과 정렬된 적외선 유도(seeker)를 기반으로 한다. 시커는 로켓 모터의 뜨거운 배기가스나 미사일 기체에 부착된 조명탄을 통해 미사일을 추적하고 미사일과 운용자의 조준경 중심선 사이의 각도를 측정한다. 이 신호는 종종 얇은 금속 와이어나 무선 링크를 사용하여 미사일로 전송되며, 이로 인해 미사일은 시선 중앙을 향해 다시 조종된다. 이러한 무기의 일반적인 예로는 BGM-71 토우 유선 유도 대전차 유도 미사일(ATGM)과 레이피어 무선 명령 지대공 미사일(SAM)이 있다.
SACLOS 무기의 또 다른 클래스는 빔 라이딩 원리를 기반으로 한다. 이 경우 조작자의 시야에서 표적을 향해 신호가 전송된다. 신호는 일반적으로 라디오 또는 레이저이다. 미사일의 동체 후면에는 신호 수신기가 있다. 미사일이 빔의 중심으로 스스로 방향을 잡을 수 있도록 신호에 어떤 형태의 인코딩이 사용된다. 주파수나 도트 패턴을 변경하는 방법도 일반적으로 사용된다. 이러한 시스템은 발사대와 미사일 사이의 연결이 쉽게 끊어지거나 막힐 수 없다는 장점이 있다. 하지만 유도 신호가 목표물에 의해 감지될 수 있다는 단점이 있다. 예로는 레이저 유도 RBS 70 SAM 및 9M120 Svir ATGM이 있다.

## 같이 보기
- 드래곤 대전차 미사일 - 반자동시선유도
- 재블린 대전차 미사일 - 파이어 앤 포겟